# Компания К
«Компания К» (англ. Company K) — роман Уильяма Марча 1933 года, впервые опубликованный по частям в нью-йоркском журнале «The Forum» с 1930 по 1932 год и полностью опубликованный издательством Smith and Haas 19 января 1933 года в Нью-Йорке. Название книги было взято из названия роты морской пехоты, в которой Марч служил во время Первой мировой войны. Он считается одним из самых значительных литературных произведений, появившихся в результате американского участия в Первой мировой войны, и это наиболее переиздаваемое из всех произведений Марча.

## Сюжет
Роман состоит из 113 зарисовок о морских пехотинцах Первой мировой войны в роте К. Роман рассказывается с точки зрения 113 различных морских пехотинцев, начиная с начала обучения и заканчивая послевоенным периодом. Эти зарисовки создают контрастные и ужасающие описания повседневной жизни простого морского пехотинца. Многие рассказы основаны на реальных событиях, свидетелем которых стал автор.
Его часто называют антимилитаристским и антивоенным романом, но Марч утверждал, что содержание основано на реальности и его следует считать выступлением в защиту жизни.

## Литературное значение и критика
Писатель и литературный критик журнала «Spectator» Грэм Грин относит его к числу самых важных романов о войне:
"Его книга имеет силу протеста толпы, крика анонимных глоток. Колесо вертится и вертится, и неважно, едва ли заметишь, что капитан роты, убитый на 159-й странице, снова жив через сотню страниц. Не имеет значения, что каждая стандартная ситуация войны, самоубийства, убийства офицера, расправы над пленными, видения Христа отнесены к компании К, потому что книга не написана в какой-либо реалистической условности. Это единственная прочитанная мной книга о войне, которая нашла новую форму, соответствующую новизне протеста. Проза голая, ясная, без литературных отголосков, не подражание, а развитие прозы восемнадцатого века.
Журналист и писатель Кристофер Морли дал почти идентичный отзыв о романе после прочтения предварительной копии:
«Что-то странное в этой книге — вдруг мне стало интересно, написана ли ещё какая-нибудь книга о войне в этой стране. Это книга необычайного мужества — не мужества надежды, а спокойного мужества отчаяния. Это рассердит патриотов и романтиков, но это самый тяжёлый и жёсткий патриотизм. Он сразу становится в одном ряду с несколькими громкими возгласами протеста. Это избранная, ограниченная, горькая картина, но картина, которая нам нужна. Оно будет жить. Ни один из подвигов, за которые автор был награждён во время войны, не был столь отважен, как эта антология ужасов».
«Компанию К» часто сравнивают с классическим антивоенным романом Эриха Марии Ремарка «На Западном фронте без перемен» за её безнадёжный взгляд на войну. Профессор и писатель Алабамского университета Филип Бейдлер написал в предисловии к переизданию романа 1989 года:
«Акт написания роты K, по сути, возрождение его очень болезненных воспоминаний, сам по себе был актом огромного мужества, равным или большим, чем то, что принесло ему Крест за выдающиеся заслуги, военно-морской крест и французский Croix de Guerre».
Спустя годы после завершения «Компании К» Эрнест Хемингуэй опубликовал книгу «Люди на войне: лучшие военные истории всех времен». Во введении Хемингуэй отмечает, что из всех рассказов в книге были опущены два, которые он больше всего хотел опубликовать: «Удел человеческий» Андре Мальро и «Девять узников» Уильяма Марча, один из оригинальных сериализованных отрывков из «Компании К». Хемингуэй заявляет, что антивоенные аспекты рассказов не сулят ничего хорошего, поскольку роман совпадает с началом Второй мировой войны. Далее он заявляет:
"Поскольку военная проблема, которая отнюдь не ясно представлена в рассказе, несомненно, будет неоднократно возникать в этой войне, я подумал, что рассказ должен быть исключён из этой книги на время войны. После войны, если будет опубликовано новое издание этой книги, я настоятельно рекомендую включить эту историю.
Однако предисловие института, опубликованное в «Люди на войне» 1955, было вырезано после того, как политическая ситуация изменилась, а во введении Хемингуэя этот отрывок был опущен.

## Экранизации
В 2004 году была снята одноимённая экранизация. Автор сценария и режиссёр — Роберт Клем (англ. Robert Clem), в главной роли Ари Филакос (англ. Ari Filakos).